# Embryogenèse

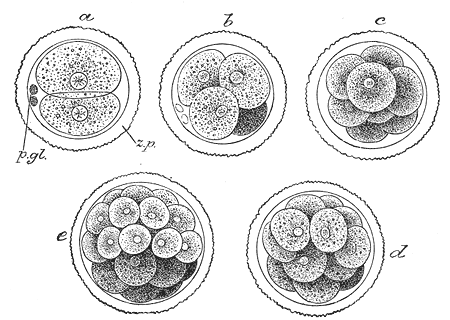
Premiers stades de l'embryogenèse ; divisions successives par mitose de la cellule œuf

L'embryogenèse est le processus de formation d'un organisme pluricellulaire, végétal ou animal, de la cellule œuf issue de la rencontre des gamètes parentaux à un être vivant autonome.

## Phases du développement embryonnaire animal
Chez les animaux triploblastiques, l'embryogenèse se décompose en différentes phases :
- la segmentation : À ce premier stade (première semaine de développement), le zygote (ou œuf) se divise par mitoses successives en commençant par 2, puis 4 cellules, en passant par le stade de morula (16 cellules) jusqu'à atteindre le stade de blastocyste. Celui-ci est une masse cellulaire sphérique composé de plus de 100 cellules et ayant une cavité centrale (dite blastocèle ou blastocoele), pleine d'un liquide d'une composition proche de celle de l'eau de mer.

Le zygote contient un pôle végétal et un pôle animal, dont la composition varie en fonction des espèces. Il existe deux sortes de segmentations. 
La segmentation holoblastique divise l’œuf entier dans lequel le vitellus est distribué de manière homogène, bien que plus dense dans le pôle végétal. Les sillons de clivage entourent l’embryon d’un pôle à l’autre. Les échinodermes, mollusques et annélides ont une segmentation holoblastique. 
La segmentation méroblastique divise seulement le pôle animal et n’atteint pas le pôle végétal. Le vitellus, regroupé majoritairement dans le pôle végétal, bloque le sillon de division et sert ensuite à apporter les nutriments nécessaires à l’embryon. Les poissons, reptiles et oiseaux ont une segmentation méroblastique ;
- la délimitation : C'est le processus de dédoublement de la masse cellulaire interne en deux disques embryonnaires, l'hypoblaste et l'épiblaste ;

- la prégastrulation ;
- la gastrulation : Dans cette deuxième phase (à partir du 14e ou 15e jour du développement) le taux de mitose des blastomères diminue, ils commencent à bouger par 4 mouvements principaux (l'invagination, l'involution, la délamination et l'épibolie) pour former la gastrula. Les feuillets embryonnaires sont créés, avec l'ectoderme à l’extérieur et l'endoderme à l’intérieur. Chez les animaux triploblastique il y a la formation d'un 3e feuillet intermédiaire, le mésoderme Les cellules de chaque feuillet embryonnaire (ou couche germinale) ont un avenir différent. Chez les vertébrés, l’ectoderme est séparé en 2 domaines qui donneront respectivement naissance à l’épiderme et au cerveau et système nerveux. L’endoderme est la couche la plus interne qui donnera naissance aux épithéliums de nombreux organes internes. Le mésoderme est la couche intermédiaire, qui donnera naissance aux muscles, au système squelettique et à l’appareil circulatoire ;
- l'organogenèse : C'est le processus de formation des différents tissus et organes de l'embryon. Il se poursuit jusqu'à la naissance (parturition chez les vivipares ou éclosion chez les ovipares).

Des axes de polarité apparaissent très tôt au cours du développement embryonnaire. Le plan d'organisation se met en place au cours du développement embryonnaire, c'est-à-dire pendant la période comprise entre la fécondation et la naissance.
Influence des contraintes mécaniques sur la différenciation cellulaire
En 2018, une équipe a révélé chez la drosophile (un protostomien) et le poisson-zèbre (un deutérostomien) que la pression exercée sur une cellule contribue à l'embryogénèse en favorisant l'expression d'un gène fondamental dans la différenciation des tissus embryonnaires primitifs comme le mésoderme. La β-caténine, généralement liée à l'E-cadhérine, est une protéine impliquée dans les jonctions cellulaires. Une charge de 6 pN exercée sur une cellule suffit à écarter les deux protéines, permettant ainsi la migration de la β-caténine vers le noyau où elle provoque le codage du gène mésodermique Twist,.

### Phases du développement embryonnaire humain
On divise l'embryogenèse humaine en cinq grandes phases :
- la segmentation : À ce premier stade (première semaine de développement), le zygote (ou œuf) se divise par mitoses successives en commençant par 2, puis 4 cellules, en passant par le stade de morula jusqu'à atteindre le stade de blastocyste. Celui-ci est une masse cellulaire sphérique ayant une cavité centrale (dite blastocèle ou blastocoele), pleine d'un liquide d'une composition proche de celle de l'eau de mer ;
- la prégastrulation : correspond à la deuxième semaine de développement, on y observe la formation des deux premiers feuillets embryonnaires : l'épiblaste (futur ectoderme ou l'ectoblaste) et de l'hypoblaste (futur endoderme ou endoblaste). La cavité amniotique (à partir de l'épiblaste), la vésicule vitelline primaire (puis secondaire, formée à partir des cellules de l'hypoblaste) ainsi que la cavité choriale se forment ;
- la gastrulation : c'est la troisième semaine de développement, caractérisée par l'apparition de la ligne primitive (par multiplication et migration des cellules de l'épiblaste) et du nœud de Hensen, le disque embryonnaire devient piriforme (développement préférentiel de l'extrémité céphalique) et il augmente de taille. L'épiblaste et l'hypoblaste précédemment formés deviennent respectivement ectoblaste et endoblaste. La plaque cordale deviendra canal cordal puis chorde. Un troisième feuillet embryonnaire se crée entre les deux précédents, c'est le mésoblaste (on distinguera mésoblaste axial et latéral). On aboutit donc à un embryon tridermique (excepté les membranes pharyngienne et cloacale qui restent strictement didermiques) ;
- la délimitation: Elle a lieu au cours de la quatrième semaine de développement embryonnaire. La cavité amniotique s'agrandit jusqu'à entourer l'embryon (elle donnera la poche des eaux). La vésicule vitelline s'internalise partiellement (elle sera à l'origine, entre autres, du tube digestif), les membranes pharyngienne et cloacale se retournent. On assiste aussi à la formation des ébauches des organes. La neurulation, commençant à la fin de la gastrulation mais se déroulant en majorité pendant la délimitation, est caractérisée par la formation d'une ligne dans l'axe céphalocaudal formée par les crêtes neurales qui se rejoindront pour former le tube neural. C'est l'ébauche de la moelle épinière et de l'encéphale ;
- l'organogenèse : C'est le processus de formation des différents tissus et organes de l'embryon. Il se poursuit jusqu'à la naissance (parturition).

## Développement embryonnaire végétal
L'analyse génétique du développement des végétaux a accusé un certain retard par rapport aux modèles animaux. On commence à peine à comprendre les détails du fondements moléculaires du développement végétal. De nombreuses cellules végétales sont totipotentes et leur destinée dépend plus d'informations sur la position que sur la lignée cellulaire. Par conséquent les principaux mécanismes du développement sont la communication cellulaire (induction) et la régulation de la transcription. Le développement embryonnaire de la plupart des espèces végétales se déroulent à l'intérieur de la graine (une graine parvenue à maturité contient un embryon complètement formé). Néanmoins, pendant toute la vie d'une plante il est possible d'observer d'autres aspects importants de son développement en se penchant sur ses méristèmes notamment les méristèmes apicaux situés à l'apex des pousses. c'est à cet endroit que la division cellulaire, la morphogenèse et la différenciation donnent naissance à de nouveaux organes comme les feuilles et les pétales.
Comme chez les mammifères, les gènes d'identité des organes déterminent le type de structure (carpelle, étamine, pétale ou sépale) qui se formera sur chaque verticille du méristème floral. Les gènes d'identité des organes agissent comme des gènes maîtres régulateurs. Chacun d'eux contrôle l'activité d'autres gènes commandant plus directement l'apparition de la structure et de la fonction de l'organe

## Influence des conditions environnementales
- Certains rayonnements (radioactivité, micro-ondes) peuvent fortement perturber ou bloquer l'embryogenèse, voire tuer l'embryon.
- Certains éléments toxiques (produits chimiques, toxines, métaux lourds, alcool) peuvent perturber ou bloquer l'embryogenèse, voire tuer l'embryon.
- Des perturbateurs endocriniens (même à très faible dose) peuvent perturber le futur développement des organes génitaux.
- La pesanteur joue un rôle important chez certaines espèces : Si en laboratoire spatial, la fécondation d'oursins, de poissons, d'amphibiens ou d'oiseau n'a pas été significativement affectée par la micropesanteur, ce n'est pas le cas pour les mammifères (le développement d'un embryon de souris placée dans un « clinostat ») appareil simulant des conditions de micropesanteur quand il est en rotation tridimensionnelle, alors même que la fécondation semble s'effectuer normalement et avec le même taux de « réussite » dans les deux cas. 
Chez des embryons issus d'une fécondation in vitro faite en micropesanteur, puis implantés dans une « mère porteuse » vivant en micropesanteur, le taux de ceux qui survivent jusqu'à la naissance est divisé par deux par rapport à des embryons issus de fécondation artificielle, mais implantés chez des mères porteuses soumises à une pesanteur normale[3].